# Manzini (distrito)

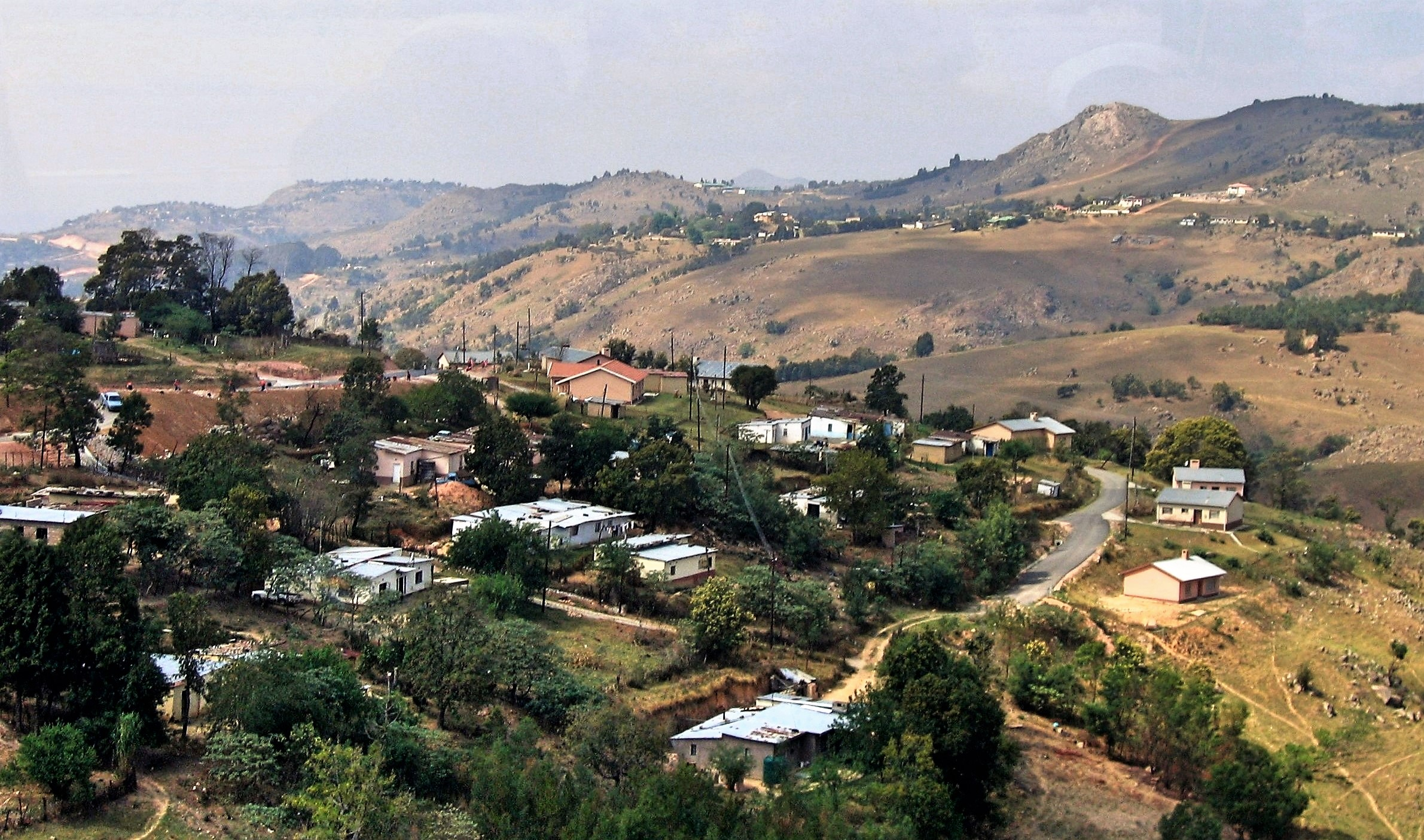
Manzini Distrito

Manzini é uma região de Essuatíni, localizado no centro-oeste do país. O centro administrativo é a cidade de Manzini, com centro financeiro importante em Matsapha.